# هراب

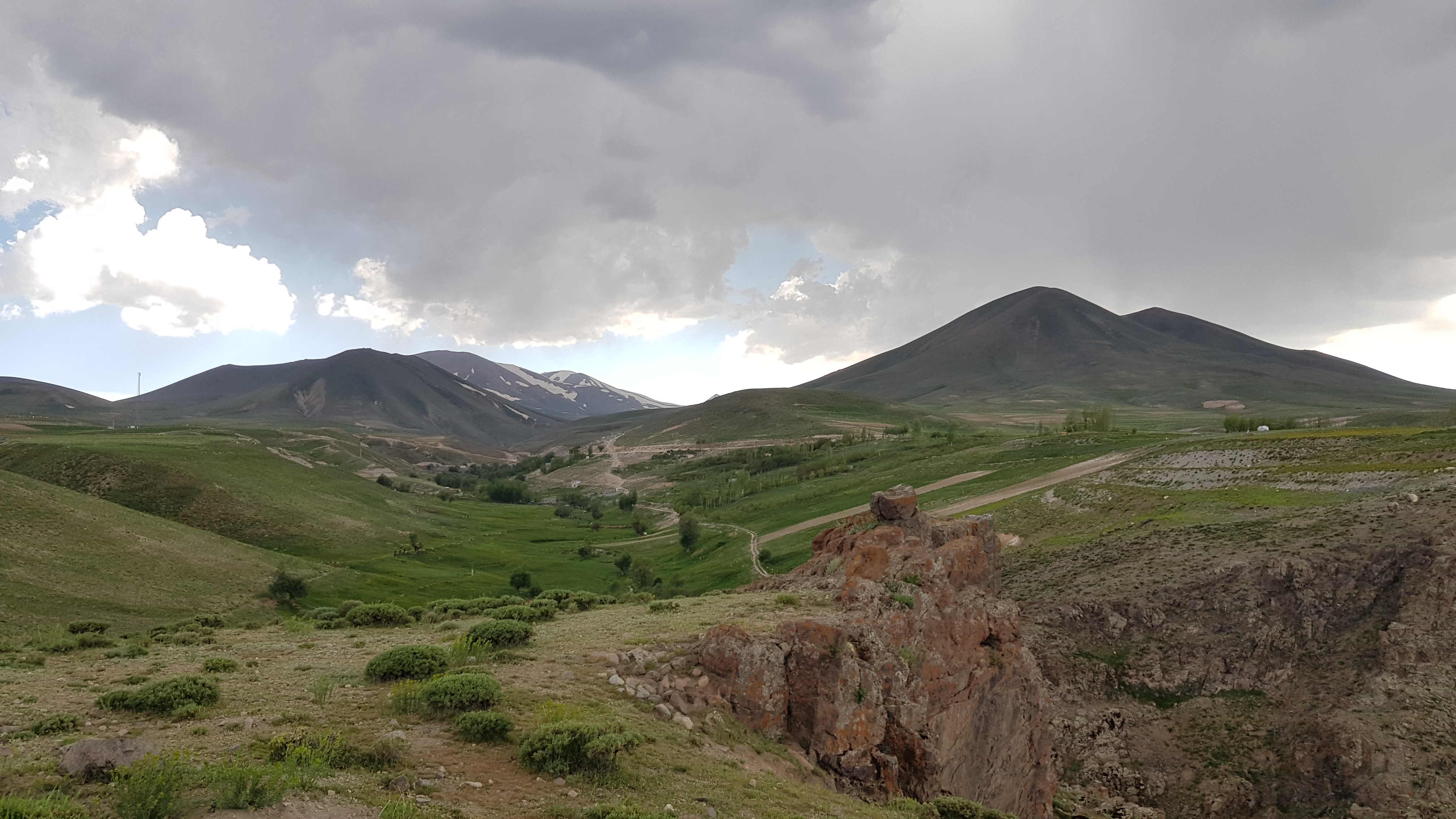
روستاری هراب

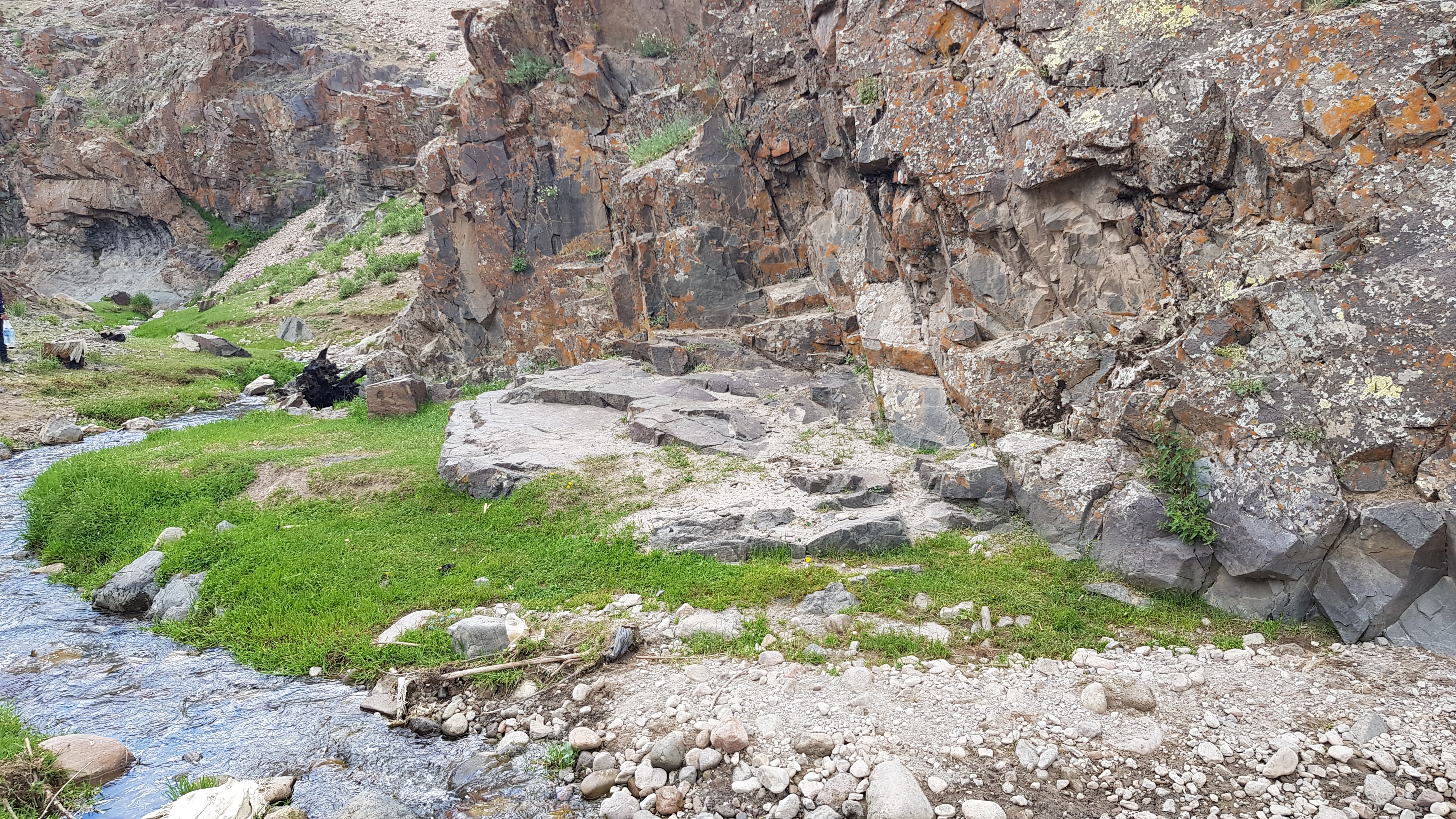
روستای هراب

هراب یکی از روستاهای استان آذربایجان شرقی است که در دهستان قوری‌گل بخش مرکزی شهرستان بستان‌آباد واقع شده‌است.این روستا ۲۷۶ نفر جمعیت دارد.

## طبیعت
این منطقه دارای طبیعت زیبا و توریستی میباشد، این روستا دارای دشت های پهن و رودخانه ای در دره است که در فصل بهار بسیار زیبا میشود.دارای دو چشمه آب‌درمانی میباشد(قوطور سویی و یئل سویی).